# Болвашница (Караш-Северин)
Болвашница (рум. Bolvașnița) насеље је у Румунији у округу Караш-Северин у општини Болвашница. Oпштина се налази на надморској висини од 293 m.

## Прошлост
По "Румунској енциклопедији" место се први пут помиње 1376. године. Постојало је у континуитету до наших дана.
Аустријски царски ревизор Ерлер је 1774. године констатовао да место припада Тамишком округу, Карансебешког дистрикта. Село је имало милитарски статус а становништво било претежно влашко. Пострадало је током рата 1788. године, а затим по немачким нацртима плански обновљено.

## Становништво
Према подацима из 2011. године у насељу је живело 610 становника.